# Contenu dupliqué
Pour les articles homonymes, voir Duplication.
Le contenu dupliqué (ou contenu en double ou duplication de contenu) est un concept utilisé dans l'optimisation pour les moteurs de recherche. Il consiste à reproduire une partie ou l'ensemble d'une page Web sur d'autres pages. Le texte dupliqué peut être identique ou contenir de légères modifications. La duplication peut se faire à l'intérieur d'un site Web, que l'on nomme duplication interne ou DUST (Duplicate Url Same Text) ou depuis un autre site.
L'affichage de contenu identique ou presque identique sur plusieurs sites résulte en une expérience utilisateur médiocre pour les utilisateurs des moteurs de recherche, car l'utilisateur obtient la même information en cliquant sur plusieurs résultats proposés par le moteur de recherche. Ce type d'optimisation pour les moteurs de recherche est donc néfaste pour l'utilisateur et, par conséquent, est considéré comme un référencement abusif.

## Types de duplication
La duplication de contenu peut être malicieuse ou non malicieuse. Le contenu copié, orignal, est appelé contenu canonique.
Elle est malicieuse lorsqu'elle ne vise qu'à tromper les moteurs de recherche. Google tente d'identifier ces situations pour réduire le positionnement des sites qui pratiquent cette technique et ainsi améliorer l'expérience des utilisateurs du moteur de recherche Google.
Elle peut ne pas être malicieuse, par exemple lorsque le contenu d'une page est répété sur plusieurs pages ayant chacune un formatage particulier pour s'adapter aux caractéristiques des écrans d'ordinateur, des écrans de téléphones portables ou des imprimantes. Dans ce cas, il existe des moyens pour indiquer ces intentions aux moteurs de recherche et éviter la répétition de résultats pour l'utilisateur et la réduction du positionnement de la page.
Pour aider les développeurs de site à indiquer quelle page il est préférable d'indexer en cas de doublons, Google, Yahoo! et Microsoft ont introduit la balise canonical en 2009. 

Exemple du code :
```
<
link
 
rel
=
"canonical"
 
href
=
"https://www/site.com/article-canonique.html"
 
/>

```

## Conséquences des contenus en double
La détection de contenus dupliqués par les moteurs de recherches peut générer, dans certains cas, un impact négatif sur le trafic ou le référencement d'un site internet. Certaines pages peuvent être absentes des résultats de recherches, car considérés en tant que doublons d'un autre contenu provenant d'une autre URL.
En effet, les pages considérées comme copiant une autre sont placées dans l'index secondaire de Google, leur donnant une visibilité et un poids en SEO amoindri.
Il peut avoir comme effet de diluer le jus de référencement transmis par des backlinks pointant vers un contenu, accessible depuis plusieurs URL issus du même domaine.
Enfin, et particulièrement dans le cas des « petits » sites éditoriaux, cela pénalise la construction d’une marque. L'erreur habituelle consiste à considérer le Web comme un système de distribution alors qu'il s'appuie sur un modèle de diffusion.

## Source
- (en) Cet article est partiellement ou en totalité issu de l’article de Wikipédia en anglais intitulé « Duplicate content » (voir la liste des auteurs).